# Dolina Miały
Dolina Miały (kod PLH300042) – specjalny obszar ochrony siedlisk sieci Natura 2000, zlokalizowany na terenie województwa wielkopolskiego. Obszar obejmuje powierzchnię  582,43 ha. Teren składający się z dwóch powiązanych ze sobą enklaw wyznaczony został w celu długotrwałego zabezpieczenia naturalnych siedlisk życia oraz populacji zagrożonych wymarciem gatunków zwierząt (z wyłączeniem ptaków) takich jak:
bóbr europejski Castor fiber, czerwończyk nieparek Lycaena dispar, kumak nizinny Bombina bombina,  wydra Lutra lutra, zalotka większa Leucorrhinia pectoralis.

## Siedliska pod ochroną
- twardowodne oligo- i mezotroficzne zbiorniki z podwodnymi łąkami ramienic (Charcteria spp.)[1]
- starorzecza i naturalne eutroficzne zbiorniki wodne ze zbiorowiskami z Nympheion, Potamion[1]
- nizinne i podgórskie rzeki ze zbiorowiskami włosieniczników (Ranunculion fluitantis)[1]
- niżowe i górskie świeże łąki użytkowane ekstensywnie (Arrhenatherion elatioris)[1]
- torfowiska przejściowe i trzęsawiska (przeważnie z roślinnością z Scheuchzerio-Caricetea)[1]
- torfowiska nakredowe (Cladietum marisci, Caricetum buxbaumii, Schoenetum nigricantis)[1]
- górskie i nizinne torfowiska zasadowe o charakterze młak, turzycowisk i mechowisk
- łęgi wierzbowe, topolowe, olszowe i jesionowe (Salicetum albo-fragilis, Populetum albae, Alnenion glutinoso-incanae) i olsy źródliskowe[1]